# Coelogyne
Coelogyne är ett släkte av orkidéer. Coelogyne ingår i familjen orkidéer.

## Bildgalleri

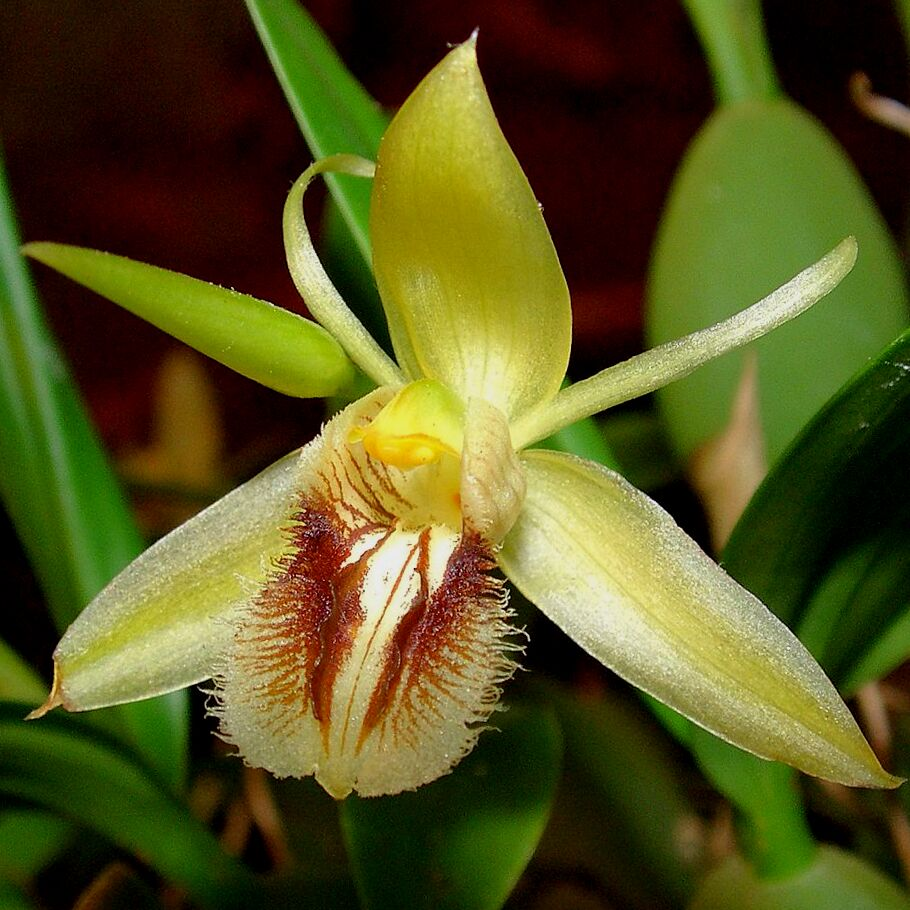
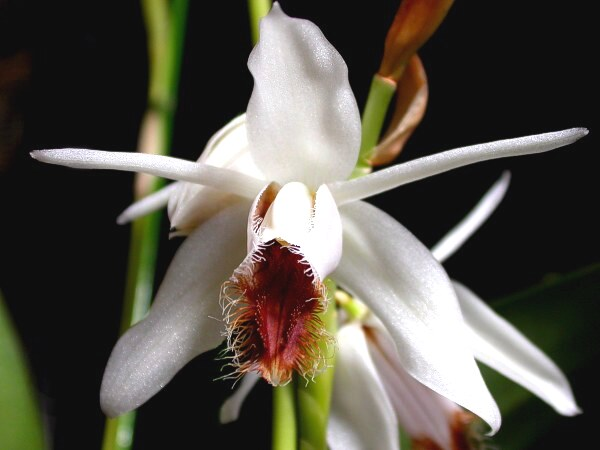
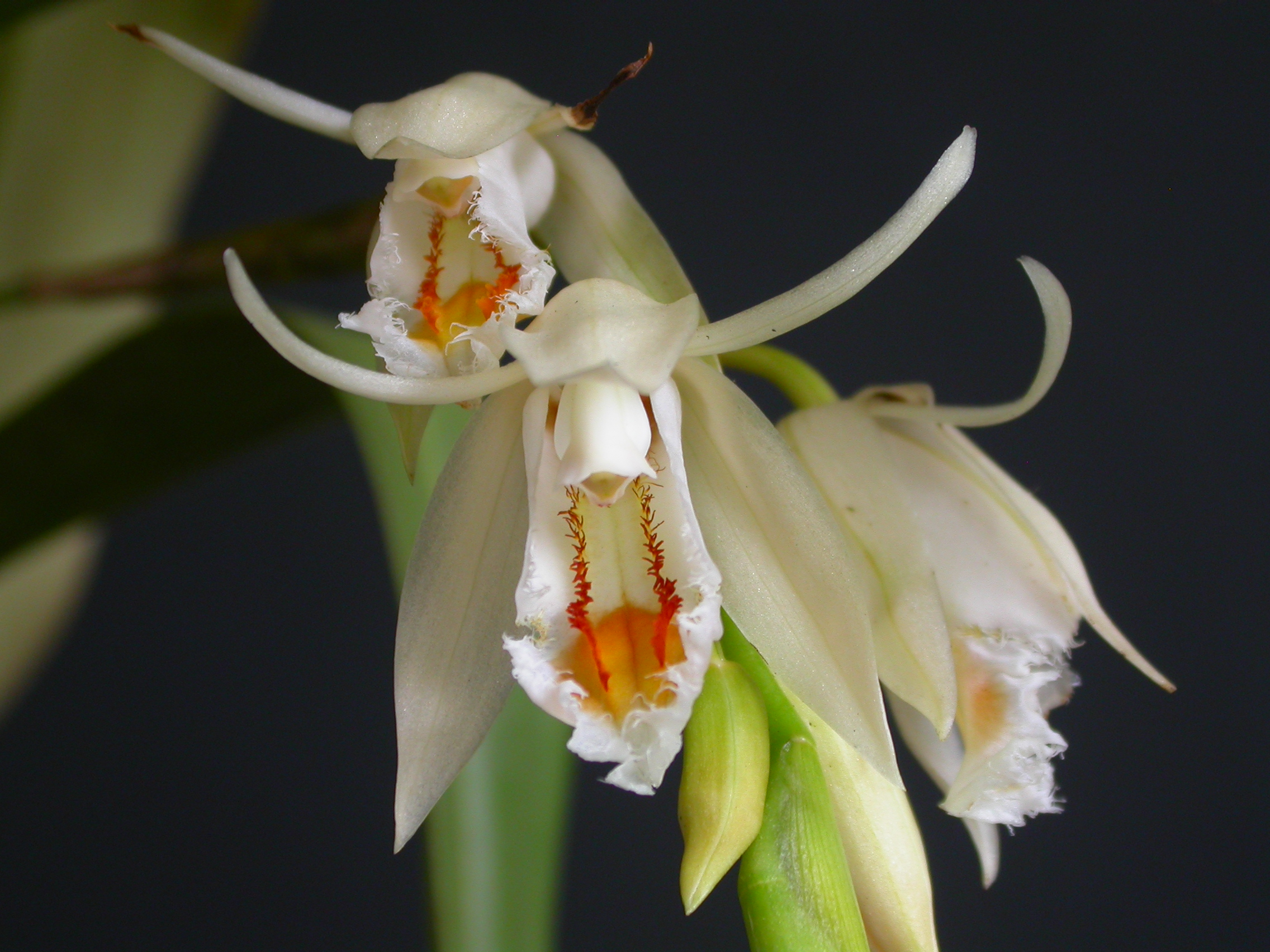
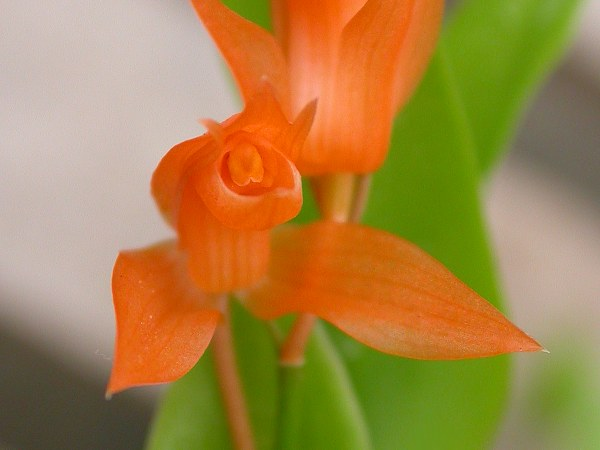
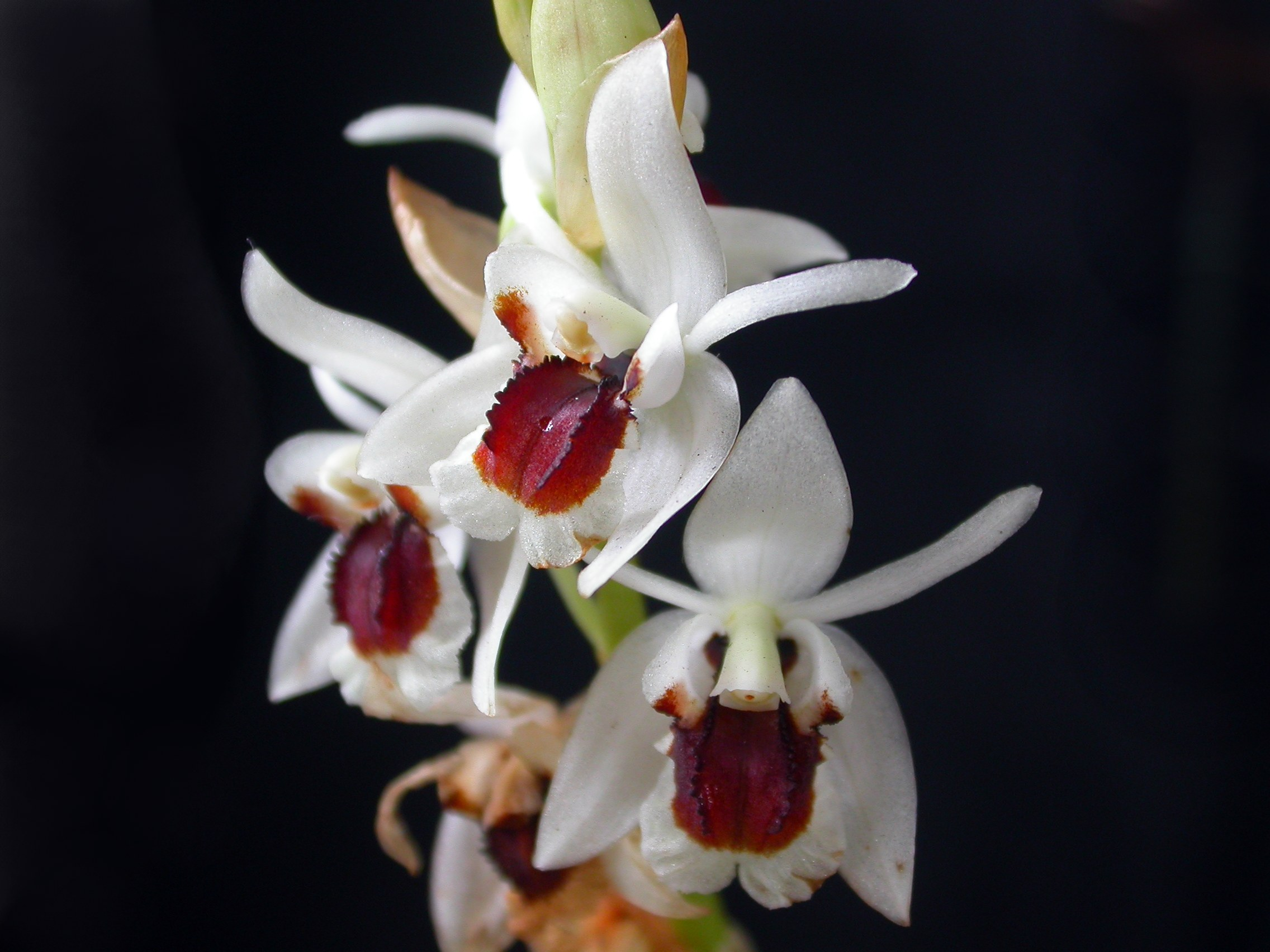
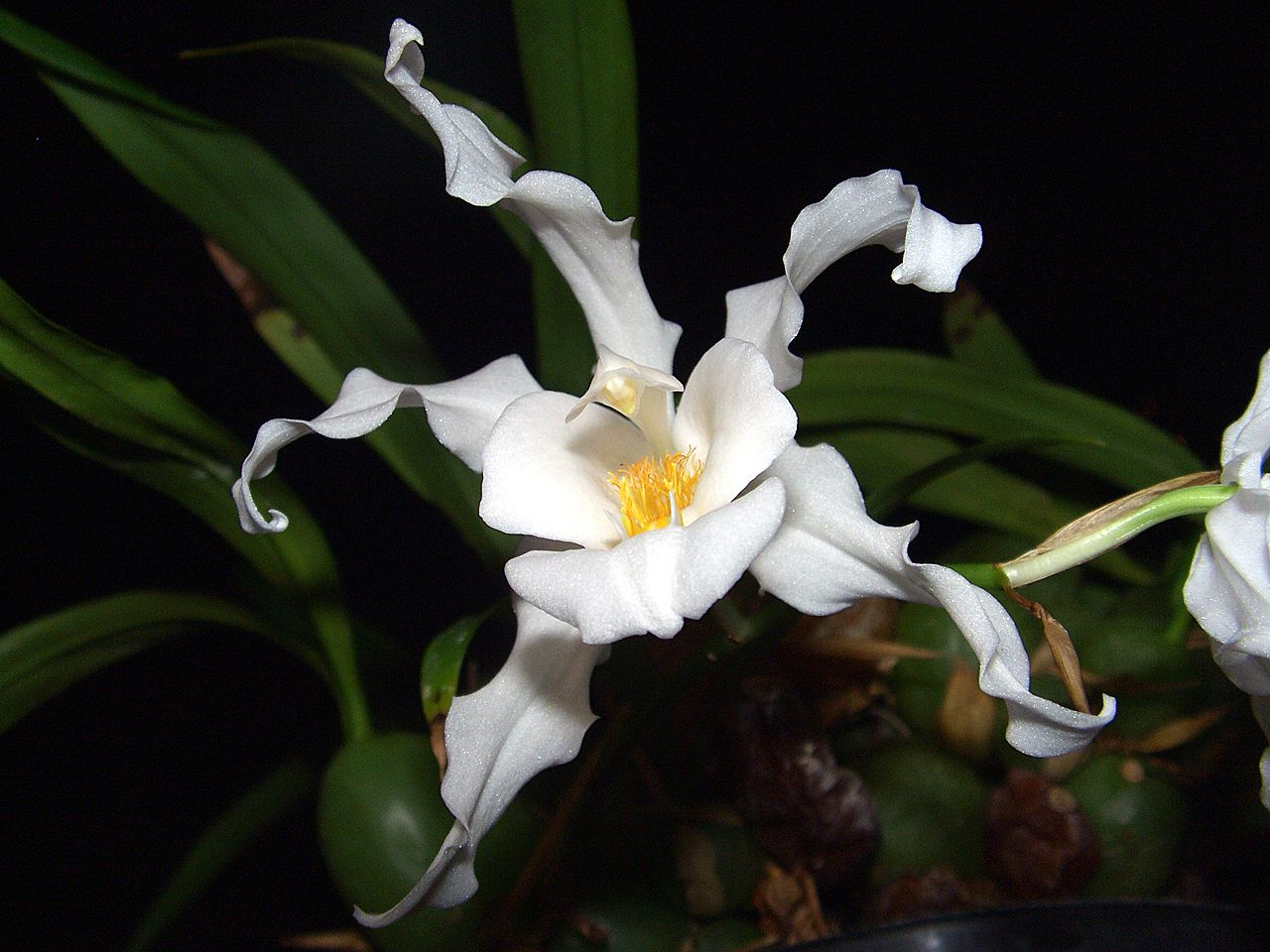

## Dottertaxa tillCoelogyne, i alfabetisk ordning[1]
- Coelogyne acutilabium
- Coelogyne alboaurantia
- Coelogyne albobrunnea
- Coelogyne albolutea
- Coelogyne alvinlokii
- Coelogyne anceps
- Coelogyne asperata
- Coelogyne assamica
- Coelogyne barbata
- Coelogyne beccarii
- Coelogyne bicamerata
- Coelogyne bilamellata
- Coelogyne borneensis
- Coelogyne brachygyne
- Coelogyne brachyptera
- Coelogyne breviscapa
- Coelogyne bruneiensis
- Coelogyne buennemeyeri
- Coelogyne calcarata
- Coelogyne calcicola
- Coelogyne caloglossa
- Coelogyne candoonensis
- Coelogyne carinata
- Coelogyne celebensis
- Coelogyne chanii
- Coelogyne chlorophaea
- Coelogyne chloroptera
- Coelogyne clemensii
- Coelogyne compressicaulis
- Coelogyne concinna
- Coelogyne confusa
- Coelogyne contractipetala
- Coelogyne corymbosa
- Coelogyne crassiloba
- Coelogyne craticulilabris
- Coelogyne cristata
- Coelogyne cumingii
- Coelogyne cuprea
- Coelogyne dichroantha
- Coelogyne distans
- Coelogyne dulitensis
- Coelogyne eberhardtii
- Coelogyne ecarinata
- Coelogyne echinolabium
- Coelogyne elmeri
- Coelogyne endertii
- Coelogyne exalata
- Coelogyne filipeda
- Coelogyne fimbriata
- Coelogyne flaccida
- Coelogyne flexuosa
- Coelogyne floresensis
- Coelogyne foerstermannii
- Coelogyne fonstenebrarum
- Coelogyne formosa
- Coelogyne fragrans
- Coelogyne fuerstenbergiana
- Coelogyne fuscescens
- Coelogyne genuflexa
- Coelogyne ghatakii
- Coelogyne gibbifera
- Coelogyne gongshanensis
- Coelogyne griffithii
- Coelogyne guamensis
- Coelogyne hajrae
- Coelogyne harana
- Coelogyne hirtella
- Coelogyne hitendrae
- Coelogyne holochila
- Coelogyne huettneriana
- Coelogyne imbricans
- Coelogyne incrassata
- Coelogyne integerrima
- Coelogyne integra
- Coelogyne judithiae
- Coelogyne kaliana
- Coelogyne kelamensis
- Coelogyne kemiriensis
- Coelogyne kinabaluensis
- Coelogyne lacinulosa
- Coelogyne lactea
- Coelogyne latiloba
- Coelogyne lawrenceana
- Coelogyne lentiginosa
- Coelogyne leucantha
- Coelogyne leungiana
- Coelogyne lockii
- Coelogyne loheri
- Coelogyne longiana
- Coelogyne longibulbosa
- Coelogyne longifolia
- Coelogyne longipes
- Coelogyne longirachis
- Coelogyne longpasiaensis
- Coelogyne lycastoides
- Coelogyne macdonaldii
- Coelogyne malintangensis
- Coelogyne malipoensis
- Coelogyne marmorata
- Coelogyne marthae
- Coelogyne mayeriana
- Coelogyne merrillii
- Coelogyne micrantha
- Coelogyne miniata
- Coelogyne monilirachis
- Coelogyne monticola
- Coelogyne mooreana
- Coelogyne mossiae
- Coelogyne motleyi
- Coelogyne moultonii
- Coelogyne multiflora
- Coelogyne muluensis
- Coelogyne naja
- Coelogyne nervosa
- Coelogyne nitida
- Coelogyne obtusifolia
- Coelogyne occultata
- Coelogyne odoardi
- Coelogyne odoratissima
- Coelogyne ovalis
- Coelogyne palawanensis
- Coelogyne pandurata
- Coelogyne pantlingii
- Coelogyne papillosa
- Coelogyne parishii
- Coelogyne peltastes
- Coelogyne pempahisheyana
- Coelogyne pholidotoides
- Coelogyne picta
- Coelogyne planiscapa
- Coelogyne plicatissima
- Coelogyne prasina
- Coelogyne prolifera
- Coelogyne pulchella
- Coelogyne pulverula
- Coelogyne punctulata
- Coelogyne quadratiloba
- Coelogyne quinquelamellata
- Coelogyne radicosa
- Coelogyne radioferens
- Coelogyne raizadae
- Coelogyne remediosae
- Coelogyne renae
- Coelogyne rhabdobulbon
- Coelogyne rigida
- Coelogyne rigidiformis
- Coelogyne rochussenii
- Coelogyne rubrolanata
- Coelogyne rumphii
- Coelogyne rupicola
- Coelogyne salmonicolor
- Coelogyne sanderae
- Coelogyne sanderiana
- Coelogyne schilleriana
- Coelogyne schultesii
- Coelogyne septemcostata
- Coelogyne sparsa
- Coelogyne speciosa
- Coelogyne squamulosa
- Coelogyne steenisii
- Coelogyne stenobulbum
- Coelogyne stenochila
- Coelogyne stricta
- Coelogyne suaveolens
- Coelogyne sudora
- Coelogyne sulcata
- Coelogyne susanae
- Coelogyne swaniana
- Coelogyne taronensis
- Coelogyne tenasserimensis
- Coelogyne tenompokensis
- Coelogyne tenuis
- Coelogyne testacea
- Coelogyne tiomanensis
- Coelogyne tomentosa
- Coelogyne tommii
- Coelogyne trilobulata
- Coelogyne trinervis
- Coelogyne triplicatula
- Coelogyne triuncialis
- Coelogyne tsii
- Coelogyne tumida
- Coelogyne undatialata
- Coelogyne usitana
- Coelogyne ustulata
- Coelogyne vanoverberghii
- Coelogyne veitchii
- Coelogyne velutina
- Coelogyne venusta
- Coelogyne vermicularis
- Coelogyne verrucosa
- Coelogyne virescens
- Coelogyne viscosa
- Coelogyne weixiensis
- Coelogyne xyrekes
- Coelogyne yiii
- Coelogyne zhenkangensis
- Coelogyne zurowetzii